# پل رنگین‌کمان
رینبوبریج (به ژاپنی: レインボーブリッジ Rainbow Bridge) پلی است که در منطقهٔ میناتو بر روی خلیج توکیو قرار دارد. نام رسمی این پل شوتو کوسوکو جوایچی گو دایباسن. توکیووان رنراکوباشی (به ژاپنی: 首都高速11号台場線・東京港連絡橋) می‌باشد. درازای آن ۷۹۸ متر است و اسکلهٔ شیبائورا و اسکلهٔ اودایبا از طریق آن به یکدیگر متصل می‌شوند. ساخت آن در طی سال‌های ۱۹۸۷ تا سال ۱۹۹۳ میلادی انجام گرفته‌است. نورپردازی پل در بعضی از اوقات ویژه‌ی سال که از قبل مشخص می‌شود، به رنگ رنگین کمان در می‌آید. به‌طور مثال در سال ۲۰۰۵ میلادی شب کریسمس نورپردازی این پل به رنگ رنگین کمان بوده‌است.
در لایهٔ زیرین و جدا از قسمت ماشین روی پل، یک پیاده‌رو در هر دو طرف پل وجود دارد که بوسیلهٔ آن عابران، پیاده نیز می‌توانند از روی پل عبور کنند. عبور دوچرخه و موتور از قسمت پیاده‌روی پل ممنوع می‌باشد.

## نگارخانه

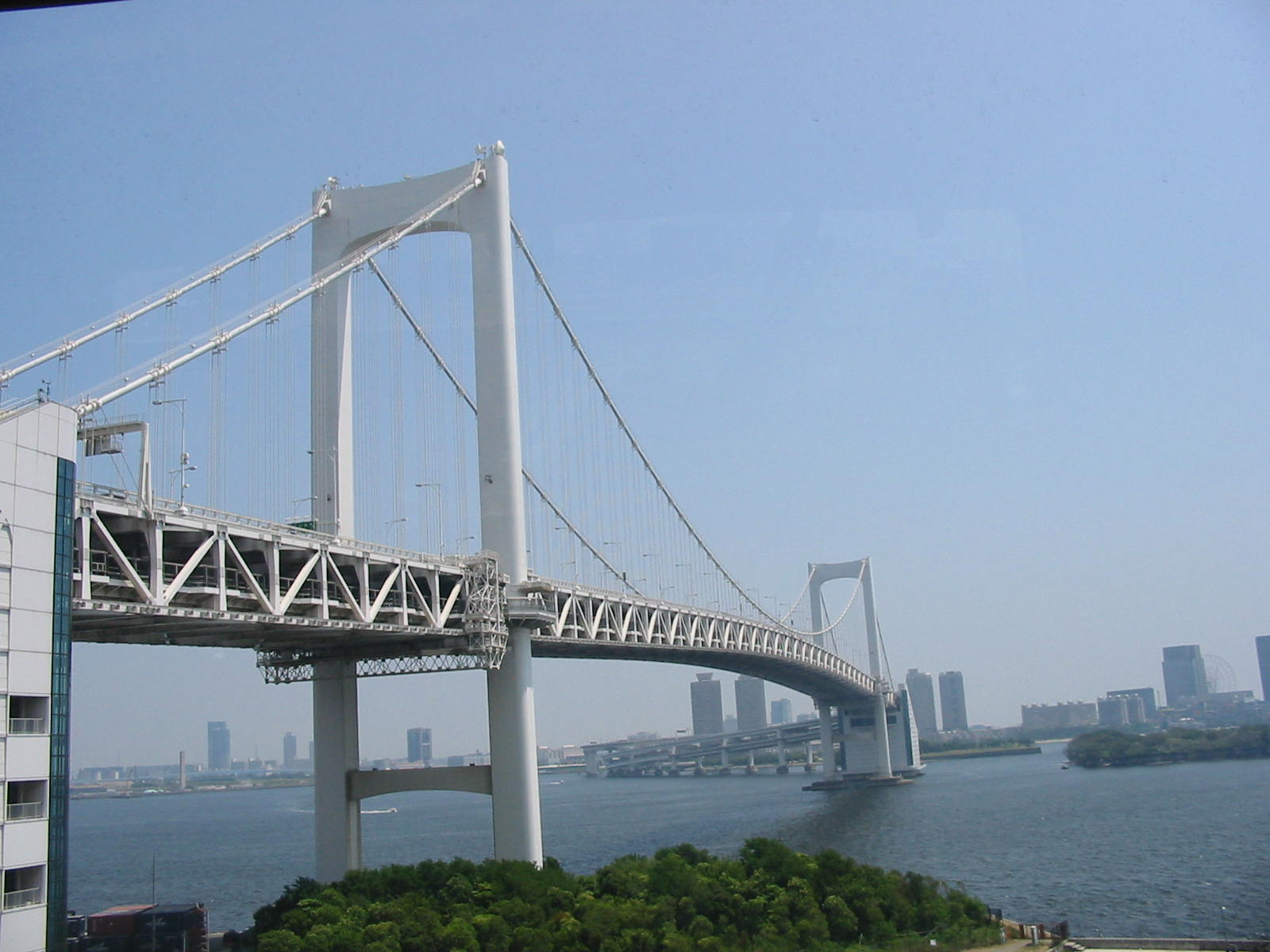
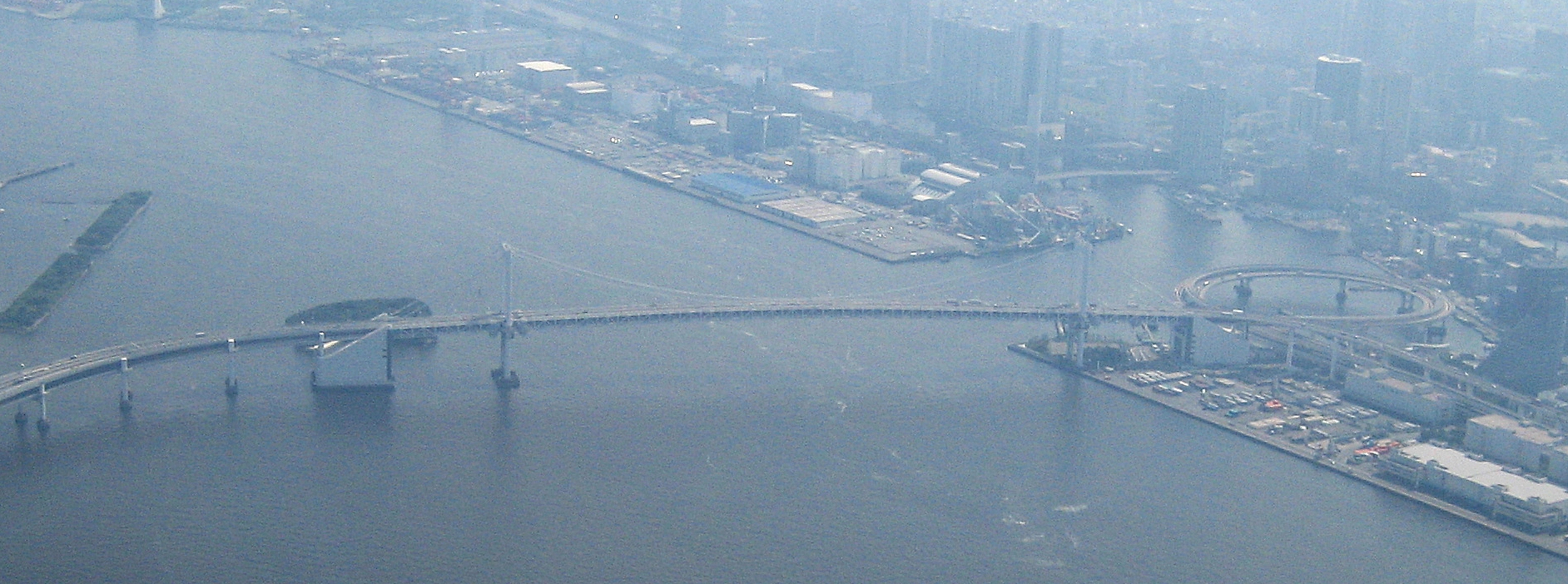
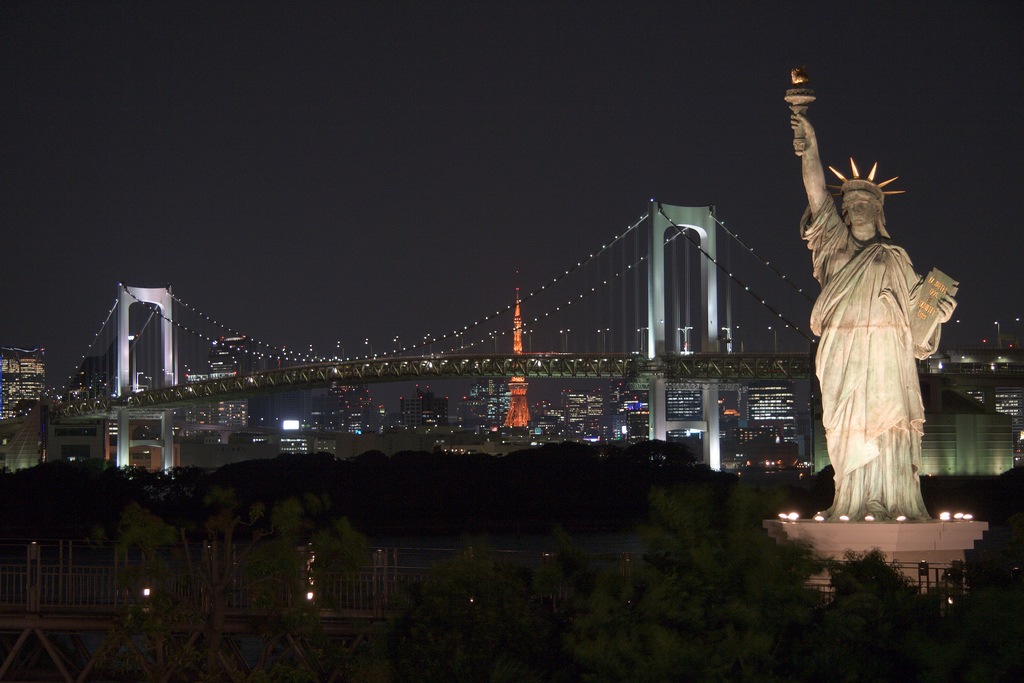
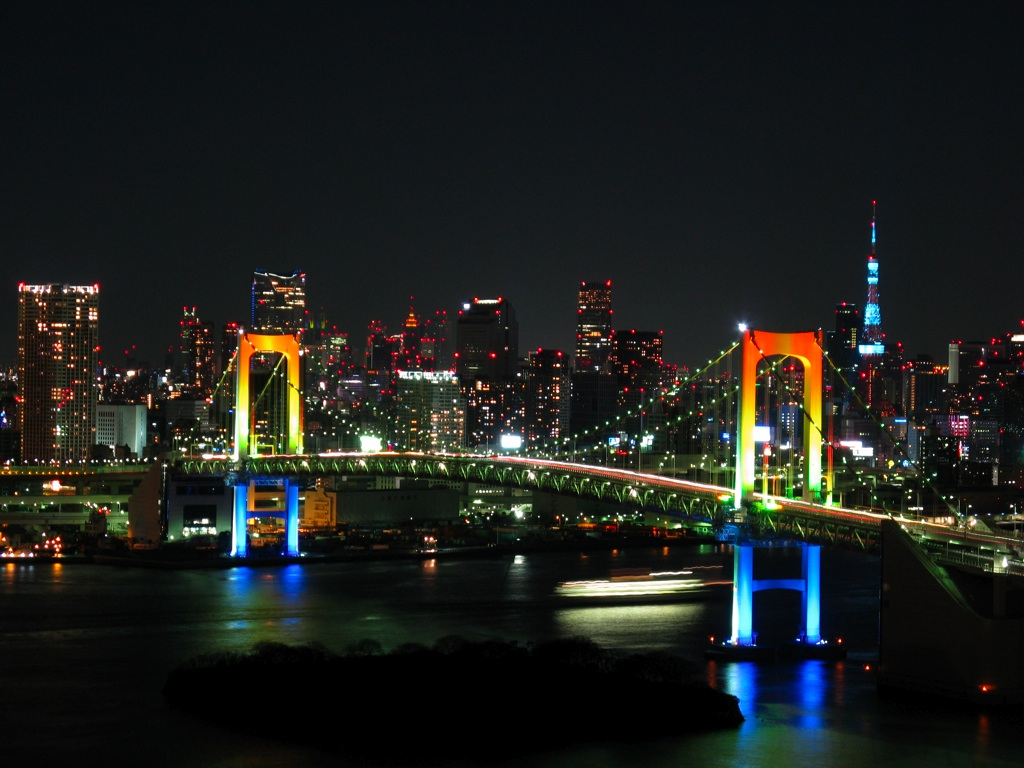